# Список голодів

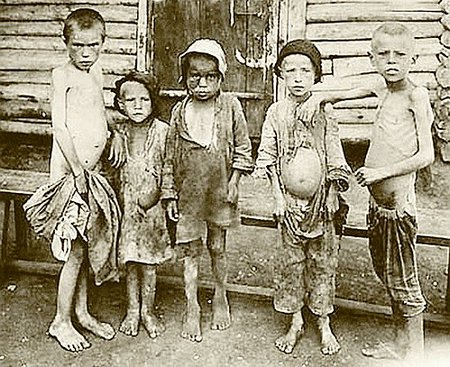
Дітлахи під час голоду в СРСР. Бугуруслан, 1921

Список голодів — це перелік наймасовіших голодів у країнах світу за всю історію людства, впорядкований за датою з V ст. до н. е. і до наших днів.
Між 108 до н. е. і 1911 в Китаї сталося не менше ніж 1828 великих голодів або щорічно по одному в тій чи іншій провінції, проте, вони дуже різнилися за кількістю жертв.
В Середньовіччі також сталось 95 голодів у Англії.

## Список голодів в історії людства
| Дата                          | Подія | Місцерозташування                                                                                  | Число померлих (оцінка)                                                                                                   |
| ----------------------------- | --- | -------------------------------------------------------------------------------------------------- | --- |
| 441 до н. е.                  | Перший голод, що відомий у Стародавньому Римі. | Стародавній Рим                                                                                    | |
| 26 до н. е.                   | Голод, за свідченням Йосипа Флавія, охопив ввесь Близький Схід та Левант | Юдея (сучасний Ізраїль)                                                                            | 20,000+ |
| 400–800                       | Ціла серія голодів у Західній Європі пов'язана з падінням Західної Римської імперії в результаті знищення Аларіха I. Населення міста Рим за цей час зменшилось більш як на 90 %, головним чином, через голод і чуму. | Західна Європа                                                                                     | |
| 639                           | Голод в Аравії під час правління Халіфату Умара ібн аль-Хаттаб | Аравійський півострів                                                                              | |
| 750-ті                        | | Ісламська Іспанія (Аль-Андалус)                                                                    | |
| 800–1000                      | Велика посуха, через яку померли мільйони людей цивілізації Мая. Голод і нестачу води спричинив каскад внутрішніх обвалів, які зруйнували їхню цивілізацію | Маянські райони Месоамерики                                                                        | 1 мільйон+ |
| 809                           | | Франкське королівство                                                                              | |
| 875–884                       | Селянське повстання в Китаї, що почалось через голод Хуан Чао захопив владу | Китай                                                                                              | |
| 927–928                       | Чотирьохмісячний мороз привів до голоду | Візантійська імперія                                                                               | |
| 1005                          | | Королівство Англія                                                                                 | |
| 1016                          | Голод в Європі | Європа                                                                                             | |
| 1051                          | Голод змусив тольтеків мігрувати з ураженого регіону, де нині розташована Центральна Мексика | Мексика (нині)                                                                                     | |
| 1064–1072                     | Семирічний голод в Єгипті | Єгипет                                                                                             | 40 000 |
| 1097                          | Голод і чума | Франкське королівство                                                                              | 100 000 |
| 1230                          | Голод у Новгородській республіці[джерело?] | Новгородська республіка                                                                            | |
| 1229–1232                     | Голод в період Кангі за правління японського імператора Ґо-Хорікава був найбільшим голодом в історії Японії Викликаний вулканічними виверженнями. | Японія                                                                                             | |
| 1235                          | Голод у Королівстві Англія, в якому лише у Лондоні померло 20 000 людей[джерело?] | Королівство Англія                                                                                 | 20 000 |
| 1255                          | | Португальське королівство                                                                          | |
| 1275–1299                     | Розпад цивілізації Анасазі та Пуебло в результаті великого голоду | Цивілізації Анасазі та Пуебло                                                                      | |
| 1315–1317                     | Великий голод | Європа                                                                                             | |
| 1333–1337                     | | Китай                                                                                              | |
| 1344–1345                     | Голод у Делійському султанаті під час правління 2-го делійського султана Мухаммада бін Туґлака | Делійський султанат                                                                                | |
| 1387                          | Після того, як Тимур (Тамерлан) напав на Малу Азію почався сильний голод [джерело?] | Османська імперія                                                                                  | |
| 1396–1407                     | Голод у Дурга Деві | Делійський султанат                                                                                | |
| 1441                          | Голод в Маяпані | Мексика                                                                                            | |
| 1450–1454                     | Голод в Імперії ацтеків, інтерпретується як потреба богів для жертв. | Імперія ацтеків                                                                                    | |
| 1460–1461                     | Голод в Японії за правління Імператора Ґо-Ханадзоно[джерело?] | Японія                                                                                             | |
| 1504                          | | Іспанія                                                                                            | |
| 1518                          | Венеційська республіка[джерело?] | Венеційська республіка                                                                             | |
| 1528                          | Голод у Лангедоці | Французьке королівство                                                                             | |
| 1535                          | Голод в Ефіопії | Ефіопська імперія                                                                                  | |
| 1567–1570                     | Голод у місті Харер в поєднанні з чумою[джерело?] через смерть Еміра Хараре. | Ефіопська імперія                                                                                  | |
| 1586                          | Голод у Королівстві Англія, що був викликаний законом про бідних [джерело?] | Королівство Англія                                                                                 | |
| 1601–1603                     | Один з найстрашніших голодів в усій російській історії: від голоду загинуло більше, ніж 100 000 людей лише в Москві (третина населення) за правління царя Бориса Годунова. Більше про це: Голод у Московському Царстві 1601-1603. Через цей голод також померло майже половина естонського населення. | Московське царство                                                                                 | 2 мільйони |
| 1618–1648                     | голоди в Європі, викликані Тридцятирічною війною | Європа                                                                                             | |
| 1619                          | Голод за часів Сьоґунату Токуґава в Японії. За 265-річну історію періоду Едо з родини Токуґава з центром у місті Едо (сучасне Токіо) сталось 154 голоди, 21 з яких були досить великі і серйозні. | Японія                                                                                             | |
| 1630–1631                     | Декан Голод 1630-1632 років (Примітка: Був відповідний голод на північному заході Китаю. Зрештою, в результаті цього імператори династії Мін, була змушена покинути престол в 1644 році) | Імперія Великих Моголів                                                                            | |
| 1648–1660                     | Річ Посполита в результаті так званого Шведського потопу (1655—1660 рр.) втратили приблизно 1/3 свого населення через війни, голод та чуму [джерело?] | Річ Посполита                                                                                      | |
| 1649                          | Голод в Північній Англії | Королівство Англія                                                                                 | |
| 1650–1652                     | Голод на сході Королівства Франція | Французьке королівство                                                                             | |
| 1651–1653                     | Голод і чума майже по всій Ірландії під час завоювання Кромвелем Ірландії | Англійська республіка                                                                              | |
| 1661                          | Голод в Імперії Великих Моголів, через відсутність опадів протягом двох років | Імперія Великих Моголів                                                                            | |
| 1670-ті — 1680-ті роки        | Чума і голод в Іспанії[джерело?] | Іспанія                                                                                            | |
| 1680                          | Голод в Сардинії | Італія (нині)                                                                                      | 80,000 |
| 1680-ті роки                  | Голод у тропічній африканській савані Сахель | | |
| 1690-ті роки                  | Голод у Шотландському королівстві, під час якого померло 5-15 % населення | Шотландське королівство                                                                            | |
| 1693–1694                     | | Французьке королівство                                                                             | 2 мільйони |
| 1695–1697                     | Великий голод в Естонії привів до смерті близько п'ятої частини Естонії та Лівонії, що складає 70 000 — 75 000 осіб. Також від голоду в Шведській імперії померло 80 000—100 000 осіб | Шведська імперія, а також Шведська Естляндія і Шведська Лівонія, що були її домініонами на той час | 150 000—175 000 |
| 1696–1697                     | Під час великого голодомору у Фінляндії вимерла майже третина населення | Шведська імперія                                                                                   | |
| 1702–1704                     | Голод на території Індійського плоскогір'я на півострові Індостан | Імперія Великих Моголів                                                                            | 2 мільйони |
| 1708–1711                     | Голод у Східній Пруссії, коли померло 250 000 осіб або 41 % населення | Королівство Пруссія                                                                                | 250 000 |
| 1709–1710                     | | Французьке королівство                                                                             | |
| 1722                          | | Аравійський півострів                                                                              | |
| 1727–1728                     | Голод в англійській області Мідлендс | Англія (Королівство Великої Британії)                                                              | |
| 1738–1756                     | Голод у Західній Африці, коли померла половина населення м. Тімбукту | Західна Африка, нині — Малі                                                                        | |
| 1740–1741                     | Великий ірландський Голод | Ірландське королівство                                                                             | |
| 1750–1756                     | Голод у регіоні Senegambia | | |
| 1764                          | Голод у Неаполітанському королівстві | Неаполітанське королівство                                                                         | |
| 1769–1773                     | Голод в Бенгалії 1769—1773, 10 million dead (one third of population) | Індія, Бангладеш (нині)                                                                            | 10 мільйонів |
| 1770–1771                     | Голод в Чехії | Богемське королівство                                                                              | від 250 000 до 500 000 |
| 1771–1772                     | Голод у Саксонському курфюрстві на півдні Німеччини[джерело?] | Саксонське курфюрство                                                                              | |
| 1773                          | Голод у Швеції[джерело?] | Швеція                                                                                             | |
| 1779                          | Голод у Рабаті | Марокко                                                                                            | |
| 1780-ті роки                  | Великий голод у Теммей | Японія                                                                                             | 20 000 — 920 000 |
| 1783                          | Голод в Ісландії, що почався через виверження вулкана Лакі. Через це виверження померла п'ята частина населення Ісландії | Данія-Норвегія                                                                                     | |
| 1783–1784                     | Голод Чаліса на Півдні Індії | Індія                                                                                              | 11 мільйонів |
| 1784                          | Великий голод по всій території Єгипту | Єгипетський еялет (Османська імперія)                                                              | |
| 1784–1785                     | Голод у Тунісі, який забрав життя майже п'ятої частини всіх тунісців[джерело?] | Туніс (Османська імперія)                                                                          | |
| 1788                          | Два роки напередодні Французької революції ставались погані врожаї та суворі зими, можливо, через сильний Ель-Ніньйо цикл або через виверження у 1783 році вулкана Лакі в Ісландії | Французьке королівство                                                                             | |
| 1789                          | Голод в Ефіопії, коли постраждала північні міста Амхара та Тиграй | | |
| 1789–1792                     | Доджі Бара голод або Череп голод | Індія                                                                                              | 11 мільйонів |
| 1810, 1811, 1846 та 1849 роки | Чотири голоди в Китаї | Китай                                                                                              | 45 мільйонів. |
| 1811–1812                     | Величезний голод в Мадриді | Іспанія                                                                                            | 20 000 |
| 1815                          | Виверження вулкана Тамбора в Індонезії. Це стало причиною голоду, через який померли десятки тисяч людей | Індонезія (Британська імперія)                                                                     | 10 000 |
| 1816–1817                     | Рік без літа — рік, коли була дуже холодна погода | Європа та Північна Америка                                                                         | 65 000 |
| 1830–1833                     | Загинуло 42 % населення | Кабо-Верде (Португальське королівство)                                                             | 30 000 |
| 1830-ті роки                  | Великий Голод Темпо | Японія                                                                                             | |
| 1837–1838                     | Аграрний голод | Індія                                                                                              | 1 мільйон |
| 1845–1857                     | Картопляний голод у Хайленді | Шотландія (Велика Британія)                                                                        | |
| 1845–1849                     | Великий голод в Ірландії, через який загинуло більше 1 мільйона осіб і більше 1,5-2 млн емігрували | Ірландія (Велика Британія)                                                                         | 1,5 мільйони |
| 1846                          | Голод привів до селянських повстань, відомих як «Марія та Фонті» на півночі Португальського королівства [джерело?] | Португальське королівство                                                                          | |
| 1849–1850                     | голод та Гробоган в центральній частині острова Ява, викликаний чотирма підряд неврожаями через посуху. | Індонезія (Нідерландська імперія)                                                                  | 83 000 |
| 1850–1873                     | В результаті імперіалізму, двох опіумних воєн та Тайпінського повстання і посухи почався голод. В результаті цього населення за правління Династії Цін зменшилось більш ніж на 60 мільйонів | Китай                                                                                              | 60 мільйонів |
| 1860–1861                     | Великий голод в Доаб у північно-західних провінціях Британської Індії | Британська Індія                                                                                   | 2 мільйони |
| 1866                          | Голод в Орісса | Індія                                                                                              | 1 мільйон |
| 1866–1868                     | Голод у Фінляндії. Близько 15 % населення померло | Фінляндія, північна Швеція                                                                         | 150 000+ |
| 1869                          | Голод в Раджпутана | Британська Індія                                                                                   | 1,5 мільйони |
| 1870–1871                     | Великий перський Голод | Персія                                                                                             | 2 мільйони |
| 1873–1874                     | Голод в Анатолії, викликаний посухою і повенями | Османська імперія                                                                                  | |
| 1873–1874                     | Голод у Біхар | Британська Індія                                                                                   | |
| 1876–1879                     | Голод в Британській Індії, Китаї, Бразильській імперії, в Північній Африці та інших країнах. Під час голоду в північному Китаї померло 13 мільйонів осіб Британська політика разом із посухами привели до загибелі людей в Індії. Голод в Китаї був результатом посухи під впливом Південного Ель-Ніньйо. | Британська Індія, Китай, Бразильська імперія, Північна Африка та інші країни.                      | 18,25 мільйона в Північному Китаї та Британській Індії. 8,2 мільйона померло під час Великого голоду в Британській Індії. |
| 1878–1880                     | Голод на Острові Святого Лаврентія, Аляска | Сполучені Штати Америки                                                                            | |
| 1879                          | Голод в Ірландії. На відміну від попередніх голодовок, цей голод в основному викликав недоїдання через брак продовольства, що не привело до великої смертності | Ірландія (Велика Британія)                                                                         | |
| 1888–1889                     | Голод в Оріссі, Ганджа та Північному Біхарі | Британська Індія                                                                                   | |
| 1888–1892                     | Великий Ефіопський голод Голод в Ефіопії. Близько третини населення загинули. Умови погіршилися спалахами холери у 1889—1892 роках, а також епідеміями тифу та віспи у 1889—1890 роках. | Ефіопська імперія                                                                                  | |
| 1891–1892                     | Голод у Росії (1891—1892) | Російська імперія                                                                                  | 375 000—500 000 |
| 1896–1897                     | Голод на півночі Китаю через Їхетуа́нське повста́ння | Китай                                                                                              | |
| 1896–1902                     | Серія голодів в Британській Індії через посуху та британської політику | Британська Індія                                                                                   | 6 мільйонів (Британські території), велика смертність в князівствах країни.                                               |
| 1904–1906                     | Голод в Іспанії. | Королівство Іспанія                                                                                | |
| 1907, 1911                    | голоди в східно-центральній частині Китаю | Китай                                                                                              | 25 мільйонів |
| 1914–1918                     | Великий голод у Лівані, а саме в Мутасаррифаті Гірського Лівану. Голод під час Першої світової війни був викликаний діями військ Антанти та Османської імперії через блокаду їжі та появу сарани в результаті чого загинуло до 200 000 осіб. За оцінками, померла половина населення гірського Лівану | Ліван                                                                                              | 200 000 |
| 1916–1917                     | Голод, викликаний британською блокадою Німецької імперії в Першій світовій війні | Німецька імперія                                                                                   | |
| 1916–1917                     | Зимовий голод в Російській імперії[джерело?] | Російська імперія                                                                                  | |
| 1917–1919                     | Голод у Персії. 1/4 населення, що живе на півночі Ірану померла від голоду. За свідченням Мохаммада Голі Маджа померло 8-10 мільйонів із загальної чисельності населення в 19 мільйонів осіб. Інші оцінюють загальну кількість населення лише 11 мільйонів, ставлячи під сумнів цифри Маджа. Перський уряд заявив, що голод був викликаний політикою Великої Британії (це заперечується). Урядову цифру про смерть 8-10 мільйонів підтверджують документи із американських архівів. | Персія                                                                                             | Близько 8-10 мільйонів |
| 1918–1919                     | Голод в Руанда-Урунді, в результаті чого багато людей емігрувало до Конго | Німецька Східна Африка                                                                             | |
| 1917–1921                     | Серія голодів у Туркестані. Під час більшовицької революції загинуло близько шостої частини населення | Туркестан                                                                                          | |
| 1921-1922                     | Голод на Поволжі | Російська СФРР                                                                                     | 5 мільйонів |
| 1921–1922                     | Голод у Татарстані. | Татарська АРСР (Російська СФРР                                                                     | |
| 1921–1923                     | Голод в Україні | Українська СРР                                                                                     | |
| 1924–1925                     | Голод серед компактного проживання поволзьких німців у Російській РФСР. Померла третина всього населення | АРСР німців Поволжя, (Російська СФРР, Радянський Союз)                                             | |
| 1928–1929                     | Голод в Руанда-Урунді, в результаті чого багато людей емігрувало до Конго | Руанда-Урунді (Бельгія)                                                                            | |
| 1928–1930                     | Голод на півночі Китаю. Посуха привела до смерті 3 мільйонів людей. | Республіка Китай                                                                                   | 3 мільйони |
| 1932–1933                     | Голод у СРСР (1932—1933) та Голодомор в Українській СРР | СРСР та Українська СРР                                                                             | 7-10 мільйонів в Українській СРР, мільйони людей в інших українських регіонах Радянського Союзу                           |
| 1936                          | | Республіка Китай                                                                                   | 5 мільйонів |
| 1940–1948                     | Голод в Марокко через недоліки в політиці Франції. | Марокко (Французька колоніальна імперія)                                                           | 200 000 |
| 1940–1945                     | Голод у Варшавському гетто, а також інших гетто та концтаборах (примітка: цей голод був наслідком навмисної відмови в їжі для жителів гетто з боку нацистів). | Третій Рейх                                                                                        | |
| 1941–1944                     | 900-денна Блокада Ленінграда нацистськими військами призвела в місті до голоду. Ленінградці взимку 1941—1942 років голодували, замерзали та вмирали. Всього постраждало близько одного мільйона людей, коли маршрути поставок в місто були відрізані, а температура впала до -40 °C. | СРСР                                                                                               | 1 мільйон |
| 1941–1944                     | Великий голод у Греції, викликаний окупацією Греції | Грецька держава                                                                                    | 300 000 |
| 1942–1943                     | Китайський голод | Хенань, Республіка Китай                                                                           | 2-3 мільйони |
| 1943                          | Голод у Бенгалії | Бенгалія, Британська Індія                                                                         | 1,5-7 мільйонів |
| 1943-44                       | Голод в Рузагаюра в Руанда-Урунді, в результаті чого багато людей емігрували до Бельгійського Конго | Руанда-Урунді (Бельгія)                                                                            | 36 000 — 50 000 |
| 1944–1945                     | Ява під японською окупацією | Ява, Японська імперія                                                                              | 2,4 мільйони |
| 1944                          | Голландський голод під час Другої світової війни | Нідерланди                                                                                         | 20 000 |
| 1945                          | В'єтнамський голод | Японська імперія                                                                                   | 400 000 — 2 мільйони |
| 1946—1947                     | голод в Україні | Українська РСР (СРСР)                                                                              | 1 — 1,5 мільйони |
| 1958                          | Голод в Ефіопії | Ефіопська імперія                                                                                  | 100 000 |
| 1959–1961                     | Великий китайський Голод. За даними державної статистики, налічувалося 15 мільйонів випадків смерті. | Китайська Народна Республіка                                                                       | 15–43 мільйони |
| 1966–1967                     | Неврожай та посуха призвели до нестачі харчів. Це посилилося обмеженнями торгівлі рису в Азійському регіоні | Індонезія                                                                                          | 50 000 |
| 1967–1970                     | Біафри голод, викликаний нігерійською блокадою | Нігерія                                                                                            | |
| 1968–1972                     | Посуха в Сахель привела до голоду, який вбив 1 мільйон осіб | Мавританія, Малі, Чад, Нігер і Буркіна-Фасо                                                        | 1 мільйон |
| 1972–1973                     | Голод в Ефіопії викликаний посухою та недоліками в управлінні державою. Нездатність уряду впоратися з цією кризою призвело до падіння влади імператора Хайле Селассіє I, а потім і тимчасового військового уряду Дерг | Ефіопська імперія                                                                                  | 60 000 |
| 1974                          | Голод у Бангладеш | Бангладеш                                                                                          | 27 000 |
| 1975–1979                     | Червоні кхмери. За оцінками, 2 мільйони мешканців Камбоджі померли через умисні вбивства, примусову працю та голод | Камбоджа                                                                                           | 2 мільйони |
| 1980–1981                     | Голод через посуху та конфлікти | Уганда                                                                                             | 30 000 |
| 1984–1985                     | Голод в Ефіопії через посуху, Громадянську війну в Ефіопії та військової політики, яку проводить уряд Ефіопії | Соціалістична Ефіопія                                                                              | 300 000–1 200 000 |
| 1991–1992                     | Голод в Сомалі, що почався через посуху та громадянську війну | Сомалі                                                                                             | 300 000 |
| 1996                          | Голод у Північній Кореї Учені оцінюють кількість загиблих від голоду в 600 000 людей (за іншими оцінками від 200 тисяч до 3,5 мільйонів). | КНДР                                                                                               | 200 000 — 3,5 мільйони.                                                                                                   |
| 1998                          | Голод в Судані, що почався в результаті громадянської війни і посухи | Судан                                                                                              | 70 000 |
| 1998–2000                     | Голод в Ефіопії. Ситуація була ускладнена ефіопо-еритрейським конфліктом | Ефіопія                                                                                            | |
| 1998–2004                     | Друга конголезька війна. Померло 3,8 мільйона осіб, в основному від голоду і хвороб | Демократична Республіка Конго                                                                      | 3,8 мільйона |
| 2005–2006                     | Продовольча криза у Нігері. Щонайменше, три мільйони постраждали в Нігері та 10 мільйонів по всій Західній Африці | Нігер і Західна Африка                                                                             | |
| 2011–2012                     | Голод на Сомалійському півострові, викликаний посухою | Сомалі                                                                                             | |
| 2012                          | Голод у Західній Африці, викликаний Посуха в Сахель | Сенегал, Гамбія, Нігер, Мавританія, Малі та Буркіна-Фасо                                           | |
| 2017                          | Голод у Південному Судані, викликаний громадянською війною та економічним колапсом. 100 тисяч людей зіткнулись з голодуванням, а ще більше 1 мільйона опинились на межі голоду | Судан, Ємен, Сомалі та північна Нігерія                                                            | |
| 2020-сьогодні                 | Голод на півночі Ефіопії викликаний громадянською війною, посухою, інфляцією та саранчаними роями. Смертність 437—914 людей на день (на Університет Гента Жовтень 2022 р.) | Ефіопія (Тиграй, Амхара, Афар)                                                                     | 150 000—200 000+ |

## Див. також

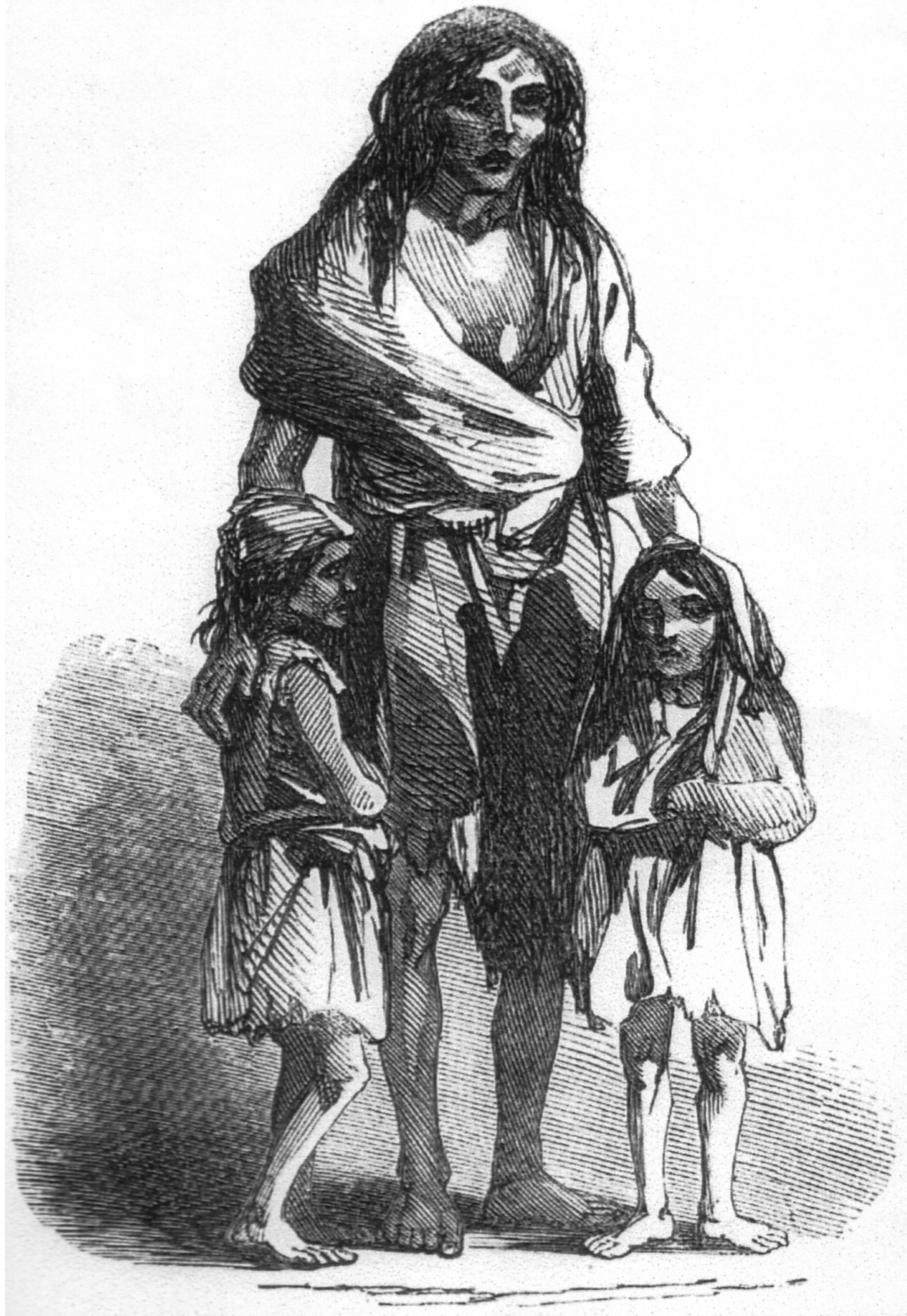
Жертви Великого голоду в Ірландії в 1845—1849

### Інші статті
- Масовий голод
- Колапс (книга)
- Катастрофа
- Похолодання 535—536 років
- Продовольча безпека
- План голоду
- Середня тривалість життя
- Перенаселення
- Депопуляція
- Населення Землі